# 숀 마셜
숀 크리스토퍼 마셜(Sean Christopher Marshall, 1982년 8월 30일 ~ )은 미국의 야구 선수이다. 현재 메이저 리그 베이스볼 (MLB) 팀 신시내티 레즈에서 뛰고 있다.
2000년에 버지니아주 미들로디언에 있는 맨체스터 고등학교를 졸업한 후, 버지니아 커먼웰스 대학교에 진학했다. 2003년 메이저 리그 드래프트에 6라운드에서 시카고 컵스에 지명되었다. 마이너 리그에서 3년을 보낸 뒤 2006년 메이저 리그에 데뷔했다. 2011년 신시내티 레즈로 트레이드되어 현재까지 뛰고 있다.